# جوني كامبل (لاعب كرة قدم بريطاني)
جوني كامبل (بالإنجليزية: Johnny Campbell)‏ (7 مارس 1910 في المملكة المتحدة - 6 يوليو 1999) هو لاعب كرة قدم بريطاني (وحمل سابقاً جنسية المملكة المتحدة لبريطانيا العظمى وأيرلندا) في مركز الهجوم. لعب مع سكونثورب يونايتد وليستر سيتي ولينكولن سيتي أف سي.